# Skały Wdowie

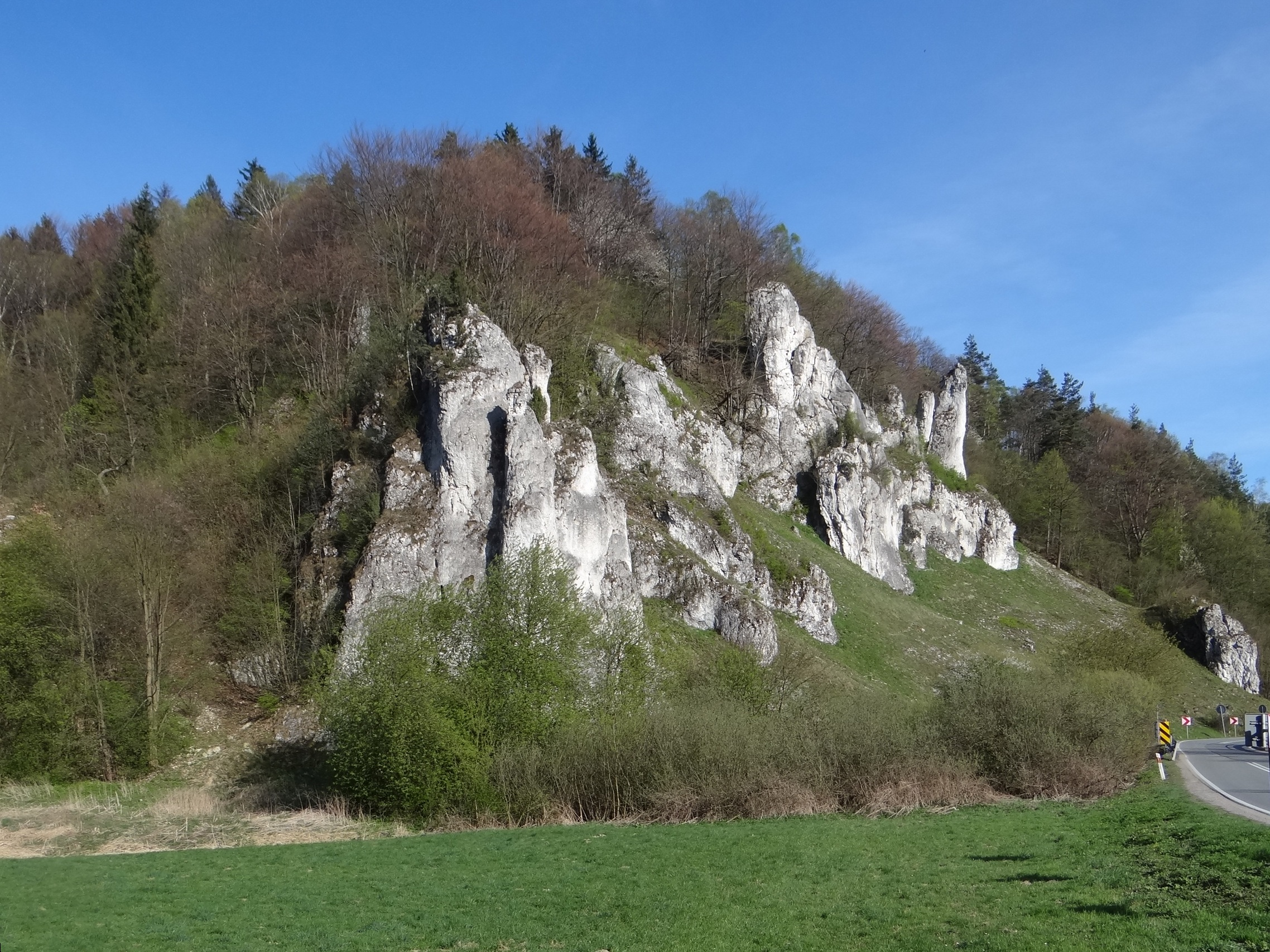
Skały Wdowie

Skały Wdowie – grupka skał w lewych zboczach Doliny Prądnika w Ojcowskim Parku Narodowym. Znajdują się u wylotu Doliny Zachwytu w połowie drogi pomiędzy Zamkiem w Pieskowej Skale a Grodziskiem i są dobrze widoczne z drogi.
Zbudowane są z wapienia. Ich nazwa pochodzi od tego, że z pewnej odległości według niektórych ludzi skały te przypominały swoim kształtem sylwetki kobiet z dziećmi na rękach.
Obok skał prowadzi jeden z głównych szlaków turystycznych Ojcowskiego Parku Narodowego.

## Szlaki turystyczne
czerwony Szlak Orlich Gniazd, odcinek z Pieskowej Skały Doliną Prądnika do Ojcowa.